# Pseudo-Filone
Pseudo-Filone è l'appellativo con cui viene chiamato lo sconosciuto autore del Liber antiquitatum biblicarum, un'opera che racconta la storia da Adamo a Saul secondo il testo biblico, ma con omissioni e aggiunte, queste ultime parzialmente attestate da altre fonti ebraiche. L'opera, variamente datata fra l'epoca di Tiberio e quella di Adriano, fu scritta in ebraico, tradotta in greco ed è pervenuta solo nella traduzione latina del testo greco. Essa fu a lungo attribuita a Filone di Alessandria, prima che le analisi esegetiche dimostrassero che non si trattava di una sua opera; da qui l'epiteto "Pseudo-Filone".